# Fred Reynolds
Fred Reynolds, (nacido el 20 de agosto de 1960 en Lufkin, Texas) es un exjugador de baloncesto estadounidense. Con 1.98 de estatura, su puesto natural en la cancha era el de escolta.

## Trayectoria
- Universidad de Texas-El Paso (1979-1984).